# Диспетчер (операционные системы)
Диспетчер для операционной системы — системное программное обеспечение, промежуточный слой между ОС РВ и функциональными задачами, обеспечивающий заданную временную диаграмму.
Известны два типа построения диспетчера с запуском задач по расписанию (Time Triggered) и с запуском задач по событиям (Event Triggered). Запуск задач по расписанию обычно строится на базе часов реального времени, либо по прерываниям от внешнего источника тактирующих импульсов. Так как часы реального времени, как правило, строятся на базе аппаратного таймера, вызывающего прерывания с заданным периодом повторения, можно считать первый тип разновидностью второго.
Планирование задач может осуществляться либо циклически (Round-Robin) с выделением каждой задаче кванта времени, на который она получает процессор, либо по приоритетам, когда запуск задачи с более высоким приоритетом приостанавливает выполнение задач с более низким.

## Функции диспетчера
- создание процессов для функциональных задач
- создание обработчиков событий
- синхронизация процессов и обработчиков для правильного формирования временной диаграммы

Источник: И. Л. Росинский, статья «CASE-средство для создания диспетчеров функциональных задач в ОС РВ», из сборник статей Авионика 2002—2004, под ред. д.т. н., проф. А. И. Канащенкова // М., «Радиотехника», 2005